# 1980年レークプラシッドオリンピックのフランス選手団
1980年レークプラシッドオリンピックのフランス選手団（1980ねんレークプラシッドオリンピックのフランスせんしゅだん）は、1980年2月13日から2月24日まで、アメリカ合衆国ニューヨーク州のレークプラシッドで開催された1980年レークプラシッドオリンピックのフランス選手団、およびその競技結果。

## 概要
今大会は金メダルおよび銀メダルはなく、銅メダル1個に留まった。

## メダル
| メダル | 選手名           | 競技           | 種目       |
| ------ | ---------------- | -------------- | ---------- |
| 銅     | ペリーヌ・ペラン | アルペンスキー | 女子大回転 |